# Kacper Miłaszewski
Kacper/Kasper Miłaszewski pseudonim „Lewald” (ur. 5 lutego 1911 w Bryniczewie w powiecie stołpeckim, zm. 21 maja 1969 we Wrocławiu) – polski żołnierz, uczestnik kampanii wrześniowej, działacz konspiracji niepodległościowej w ramach ZWZ-AK, jeden z przywódców powstania iwienieckiego. Kawaler Orderu Virtuti Militari.

## Życie i działalność
Był synem byłego oficera carskiego Adolfa Miłaszewskiego oraz Heleny z domu Werakso, wnuczki weterana powstania styczniowego. Jego rodzice byli właścicielami folwarku. Miał dwie siostry i dwóch braci. W 1932 ukończył gimnazjum w pobliskich Stołpcach (województwo nowogródzkie) i w 1933 odbył czynną służbę wojskową w podchorążówce. W 1937 podjął studia w Szkole Nauk Politycznych przy Instytucie Nauk Wschodnich w Wilnie, których jednak nie ukończył, przerywając je ze względu na śmierć ojca w lutym 1939. Latem tego samego roku został zmobilizowany do Centrum Wyszkolenia Łączności w Zgierzu i był następnie uczestnikiem polskiej wojny obronnej września 1939 roku w ramach 180 Pułku Piechoty Samodzielnej Grupy Operacyjnej „Polesie” w charakterze  oficera łączności. W obliczu kapitulacji na rozkaz przełożonych zniszczył sprzęt i uzbrojenie oddziału, po czym udał się w rodzinnej strony. Trzykrotnie aresztowany przez sowietów, uciekał z niewoli. Do momentu agresji III Rzeszy na ZSRR ukrywał się na terenie Wileńszczyzny.
Po wyznaczeniu przez komendę Okręgu Nowogródzkiego ZWZ/AK – ppor. Aleksandra Warakomskiego ps. „Świr” na stanowisko komendanta Obwodu Stołpce (kryptonim „Słup”), por. rez. Kacper Miłaszewski jako jego bliski współpracownik został desygnowany na dowódcę utworzonego przez Polaków oddziału partyzanckiego. W związku z masakrą mieszkańców wsi Naliboki, dokonaną przez sowieckich partyzantów nocą 7/8 maja 1943, oraz intensyfikacją działań niemieckich władz okupacyjnych w regionie brał udział w organizacji powstania iwienieckiego z 19 czerwca 1943, którego był jednym z przywódców. Po powstaniu rozbudował swój oddział partyzancki do blisko 650 żołnierzy. W okresie niemieckiej operacji „Hermann” – skierowanej przeciwko polskim i sowieckim partyzantom z Puszczy Nalibockiej w okresie między lipcem i sierpniem 1943 – Miłaszewski podzielił swój oddział na mniejsze grupy, które podjęły desperacką próbę przedarcia się przez niemiecki kordon. Po operacji „Hermann” brał udział w rekonstrukcji oddziału, którego nowym dowódcą został mjr. Wacław Pełka ps. „Wacław”. Był oficerem łącznikowym między polskim oddziałem, a jednostkami sowieckimi. W grudniu 1943 został wraz z „Wacławem” aresztowany przez sowietów w drodze do sztabu sowieckiego na umówioną odprawę. Więziony był w moskiewskim więzieniu na Łubiance oraz sowieckich łagrach. Do Polski powrócił w 1948.